# Mbabaram
Le mbabaram est une langue aborigène d'Australie, aujourd'hui éteinte. Le dernier locuteur de naissance du mbabaram, Albert Bennett, est mort en 1972.
Cette langue est connue parmi les linguistes à cause d’une coïncidence de son vocabulaire : il se trouve qu’en mbabaram, « chien » se dit dog, comme en anglais, bien que ces mots n’aient pas d’origine commune.